# Gläserne Manufaktur

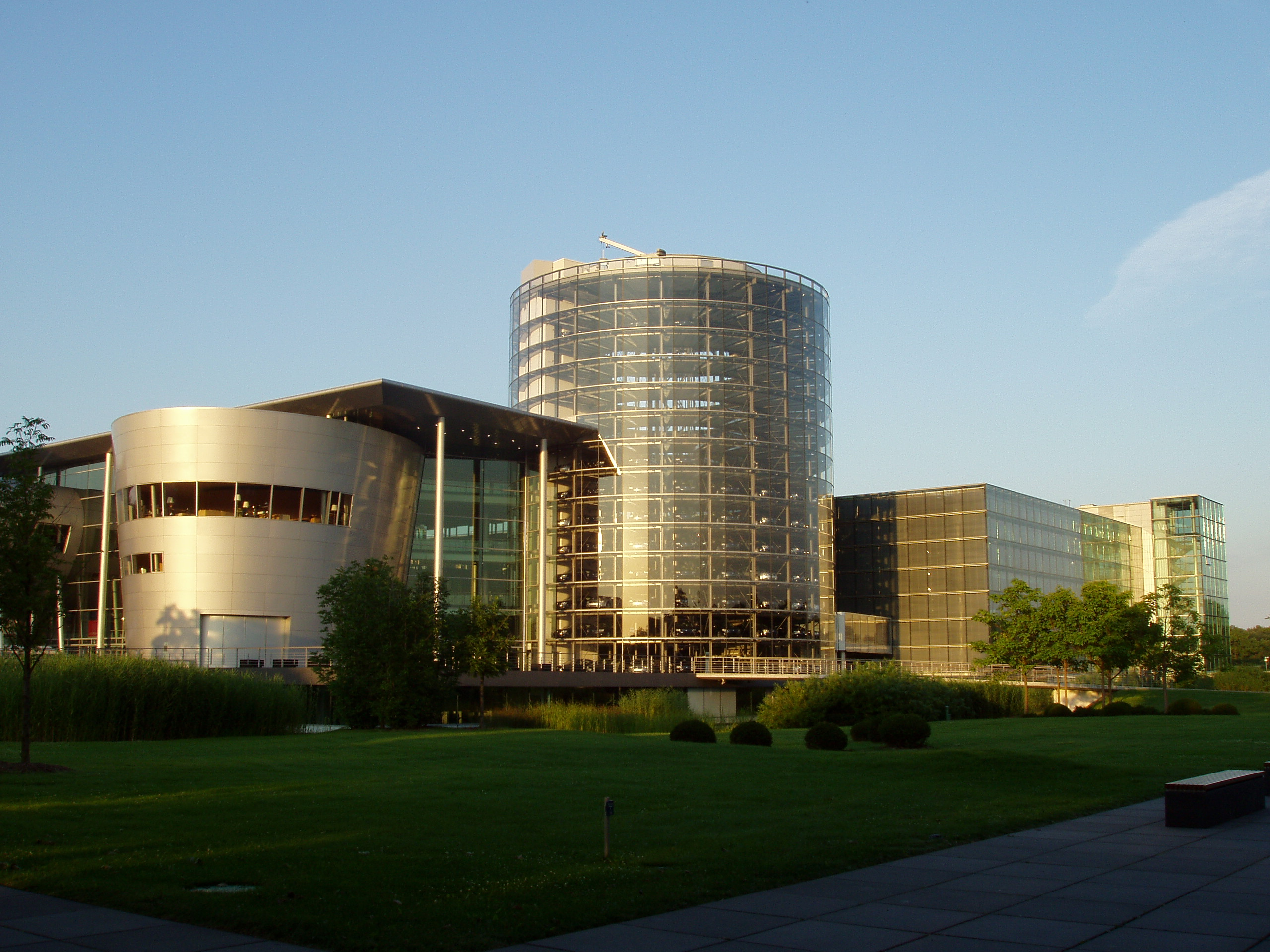
De Gläserne Manufaktur

De Gläserne Manufaktur (glazen fabriek) is een hypermoderne autofabriek van Volkswagen in de Duitse stad Dresden, gelegen aan de Großer Garten, net buiten de historische binnenstad.
De Gläserne Manufaktur is ontworpen door de architect Gunther Henn en opende in 2002 haar deuren. De fabriek bestaat voor een groot deel uit glas, waardoor het hele productieproces van buitenaf te zien is. In de fabriek produceerde Volkswagen van 2002 tot 2016 zijn topmodel, de Phaeton. Ook werd hier de Volkswagen XL1 geproduceerd. Nadat de productie van de Phaeton werd gestaakt is in 2017 de fabriek omgebouwd en wordt er de E-Golf GP geproduceerd. Er worden in de fabriek rondleidingen voor bezoekers georganiseerd.
Alle stinkende, lawaaierige handelingen, zoals het stempelen, lassen en verven van de stalen carrosserie, vinden in Zwickau plaats. De geverfde onderdelen komen bij de fabriek aan op vrachtwagens. De andere 1200 onderdelen en 34 pre-geassembleerde componenten worden vanuit Zwickau vervoerd door middel van goederentrams die op het openbaar-vervoersspoor van Dresden rijden, zodat er geen vervuilende vrachtauto's de stad in hoeven.

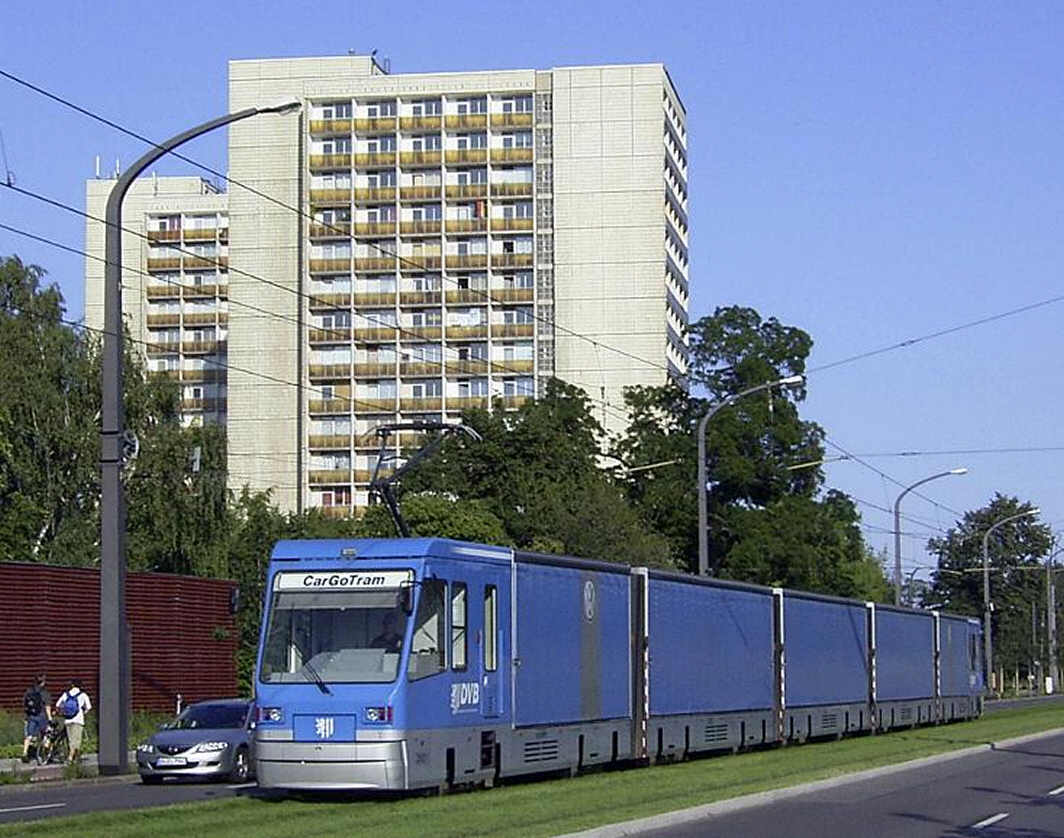
De speciale goederentram
Großer Garten Dresden